# NGC 1634
NGC 1634 (другие обозначения — MCG 1-12-15, ZWG 419.22, ARAK 109, KCPG 101B, PGC 15775) — линзовидная или эллиптическая галактика в созвездии Телец.
Этот объект входит в число перечисленных в оригинальной редакции «Нового общего каталога».
Галактика составляет пару со спиральной галактикой NGC 1633, находящейся на расстоянии 39 угловых секунд, вместе с ней входит в состав скопления галактик Abell 539 .